# Hélder Oliveira
Hélder José Alves Oliveira (* 20. Februar 1983) ist ein portugiesischer Radrennfahrer.
Hélder Oliveira begann seine Karriere 2005 bei dem portugiesischen Continental Team Madeinox-A.R. Canelas. In seinem ersten Jahr dort wurde er nationaler Meister im Straßenrennen der U23-Klasse. In der Saison 2007 wurde er Zweiter beim Clasica de Amarante und jeweils Dritter in der Gesamtwertung der Volta ao Sotavento Algarvio und beim Grand Prix Abimota. Von 2008 bis 2010 fuhr er für die Mannschaft Barbot-Siper.
Hélder Oliveira ist der ältere Bruder der Zwillings Rui und Ivo Oliveira, die ebenfalls als Radsportler aktiv sind.

## Erfolge
2005
- Portugiesischer Meister – Straßenrennen (U23)

2008
- Gesamtwertung und eine Etappe GP Barbot

2011
- eine Etappe Volta a Albufeira

## Teams
- 2005 Madeinox-A.R. Canelas
- 2006 Madeinox-Bric-A.R. Canelas
- 2007 Barbot-Halcon
- 2008 Barbot-Siper
- 2009 Barbot-Siper
- 2010 Barbot-Siper
- 2011 Onda
- 2012 Onda
- 2013 OFM-Quinta da Lixa
- 2014 OFM-Quinta da Lixa
- 2015 W52